# غرانكالوميه (كيبك)
غرانكالوميه (بالإنجليزية: L'Île-du-Grand-Calumet, Quebec)‏ هي بلدية محلية في كيبيك تقع في كندا في Pontiac Regional County Municipality.[بحاجة لمصدر] يقدر عدد سكانها بـ 731 نسمة ومساحتها 147.40 كم2 .